# L'uomo dalla croce
L'uomo dalla croce è un film del 1943 diretto da Roberto Rossellini.
È la terza ed ultima pellicola della cosiddetta Trilogia della guerra fascista del regista, a cui seguirà la più famosa trilogia della guerra antifascista (composta da Roma città aperta, Paisà e Germania anno zero).

## Trama
Ucraina, fronte russo, estate del 1942: un reparto di carri armati del C.S.I.R., di ritorno da un'azione di guerra, riceve l'ordine di spostare altrove il proprio campo base per favorire una manovra bellica. Uomini e mezzi si spostano secondo il piano stabilito, tranne il cappellano militare del reparto, che rimane ad assistere un carrista ferito non trasportabile. Catturato dai russi, riesce a fuggire e trova rifugio insieme al ferito in un casolare, dove ha modo di esplicare il suo apostolato tra donne e bambini che vi si sono rifugiati.

## Scene dal film

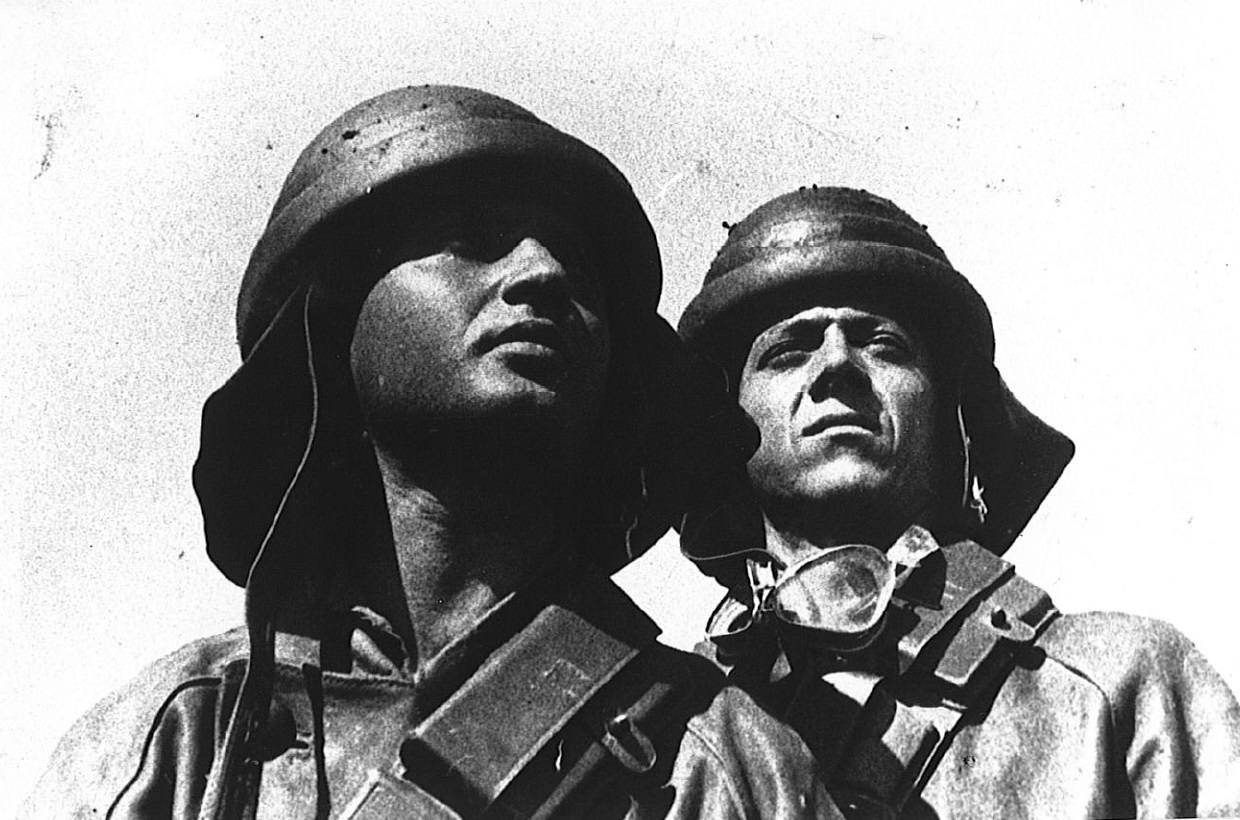
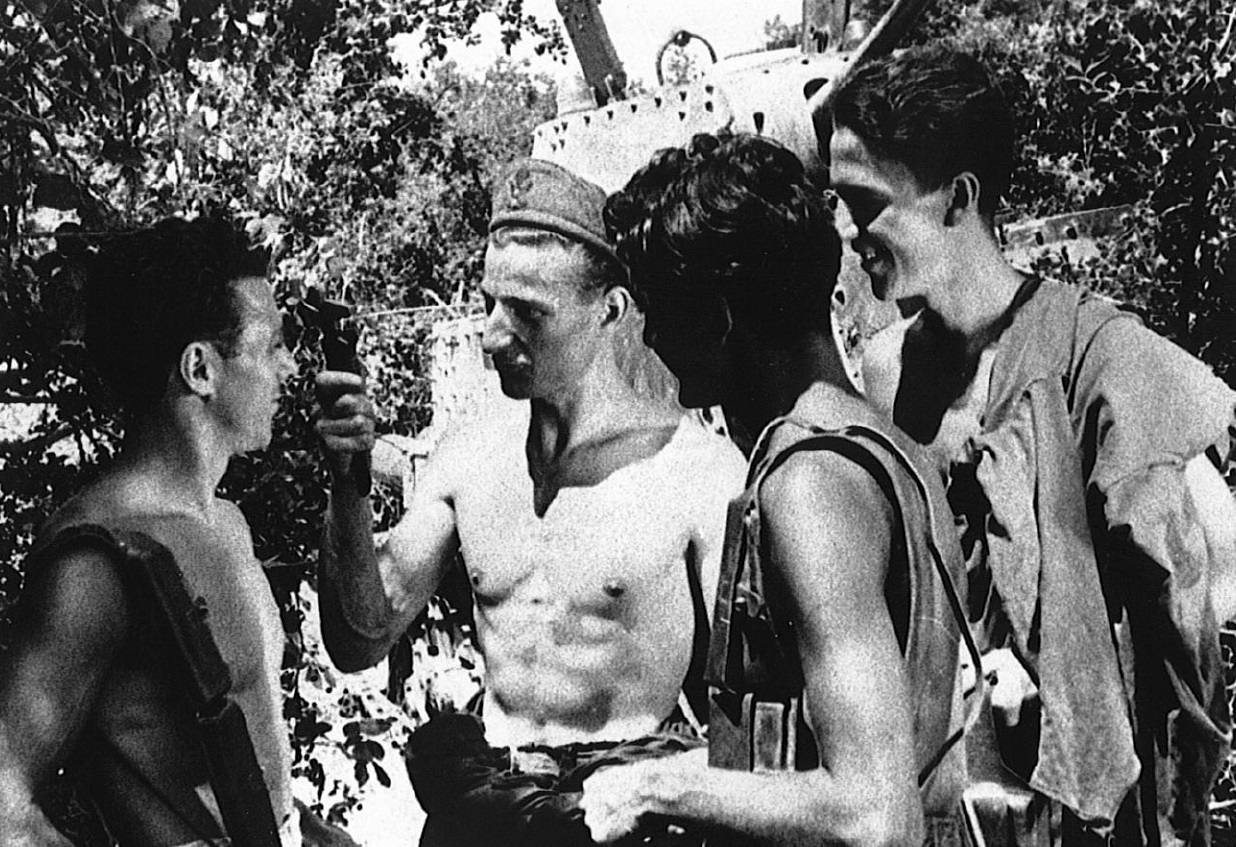
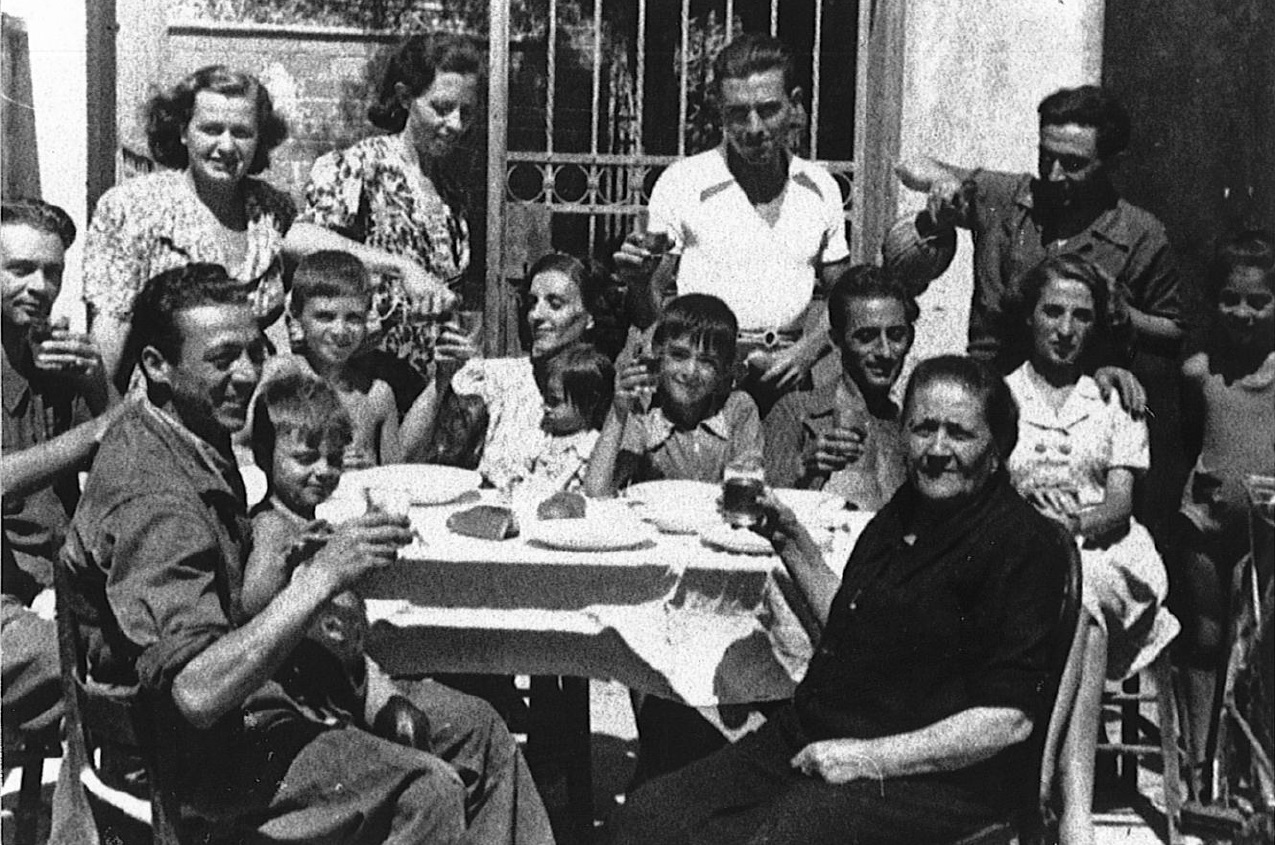
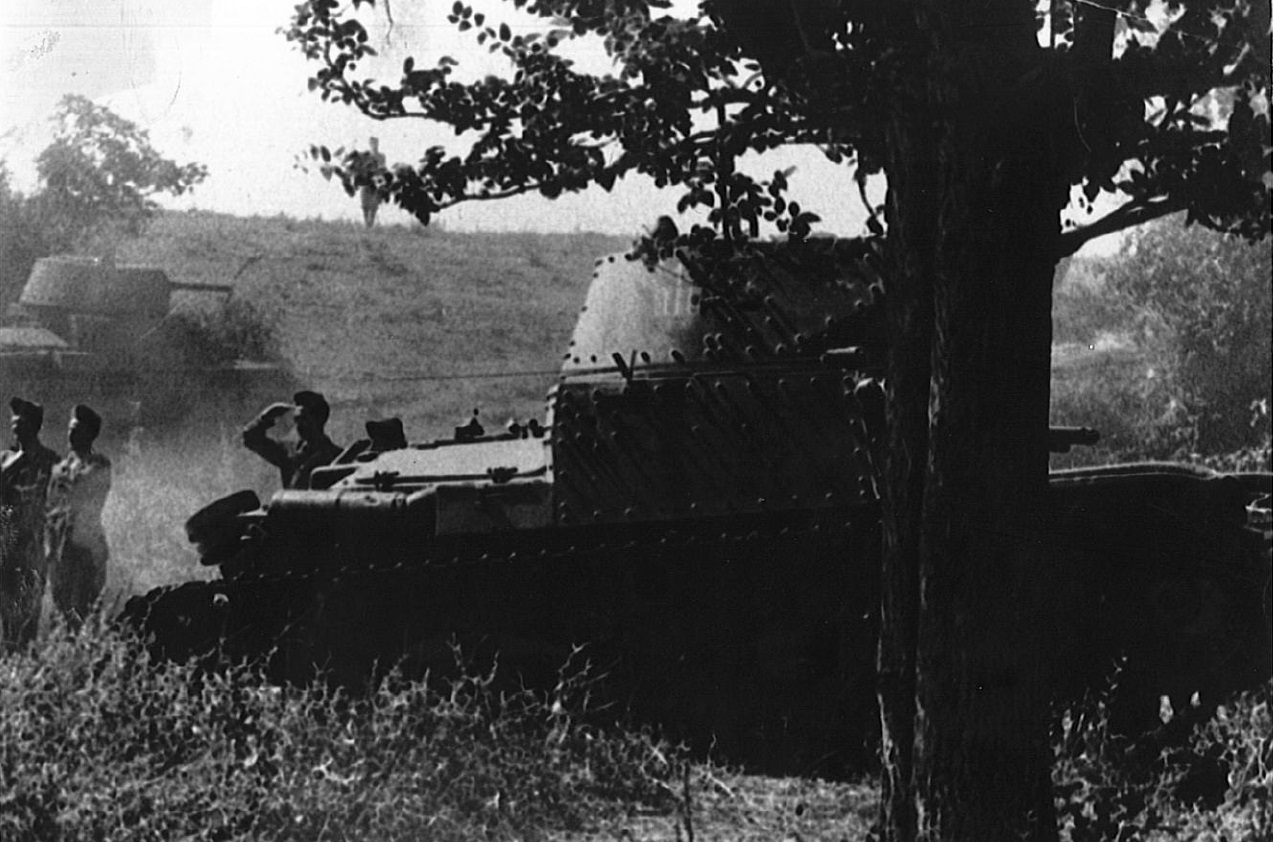
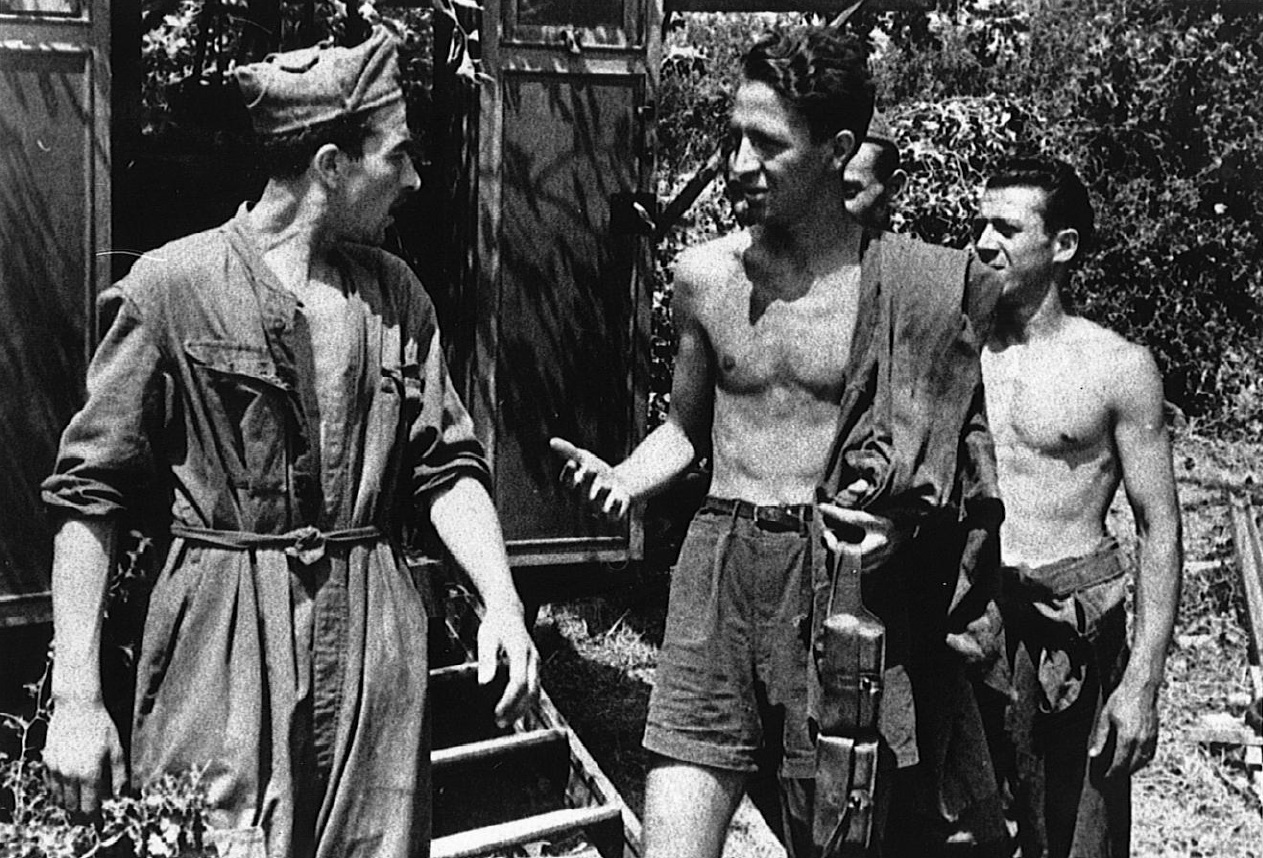

## Produzione
Girato nel 1942 in bianco e nero nella campagna di Ladispoli, impiegando attori non professionisti, è ispirato al sacrificio di padre Reginaldo Giuliani e chiude la trilogia rosselliniana della guerra fascista, composta da La nave bianca (1941), Un pilota ritorna (1942) e appunto L'uomo dalla croce (1943).

## Distribuzione
Il film venne distribuito nel circuito cinematografico italiano il 3 febbraio del 1943.